# Armin Schibler
Armin Schibler (ur. 20 listopada 1920 w Kreuzlingen, zm. 7 września 1986 w Zurychu) – szwajcarski kompozytor.

## Życiorys
W latach 1940–1943 uczył się w konserwatorium w Zurychu u Waltera Freya (fortepian) i Paula Müllera (teoria). W latach 1942–1945 był też uczniem Willy’ego Burkharda. Od 1944 roku uczył muzyki w kantonalnym Real- und Literaturgymnasium w Zurychu. W 1946 roku odbył podróż studyjną do Londynu, gdzie poznał Edmunda Rubbrę i Michaela Tippetta. W latach 1949–1953 uczestnik Międzynarodowych Letnich Kursów Nowej Muzyki w Darmstadcie, gdzie uczęszczał na wykłady Wolfganga Fortnera, Ernsta Křenka, René Leibowitza i Theodora Adorno.

## Twórczość
Jego dorobek kompozytorski obejmuje przeszło 200 utworów. Muzyka Schiblera ma charakter eklektyczny, czerpie z różnych prądów artystycznych typowych dla XX wieku. Początkowo nawiązywał do twórczości Willy’ego Burkharda, na początku lat 50. XX wieku pod wpływem uczestnictwa w kursach darmsztadzkich zaadaptował technikę dodekafoniczną. W późniejszym okresie uległ wpływom Igora Strawinskiego, zainteresował się też  jazzem. Usiłował przybliżyć muzykę poważną młodemu odbiorcy, sięgając po elementy popu. 

## Ważniejsze kompozycje
(na podstawie materiałów źródłowych)

### Utwory orkiestrowe
- 4 symfonie (I 1946, II 1953, III 1957, IV „Sechs Orchesterstücke” 1968)
- Concertino na fortepian i orkiestrę kameralną (1943)
- Fantazja na altówkę i małą orkiestrę (1945)
- Fantazja na obój, harfę i małą orkiestrę (1946)
- Passacaglia (1949)
- Wariacje symfoniczne (1950)
- Fantazja koncertująca na wiolonczelę i orkiestrę (1951)
- Lyrisches Konzert na flet i orkiestrę (1953)
- Koncert na róg i orkiestrę (1956)
- Rhythmische Metamorphosen (1956)
- Koncert na puzon i orkiestrę (1957)
- Concerto breve na wiolonczelę i smyczki (1958–1959)
- Koncert skrzypcowy (1959–1960)
- 2 koncerty na perkusję i orkiestrę (I 1959–1960, II 1962–1963)
- Concert pour le temps présent (1960, wersja baletowa 1964)
- Metamorphoses ebrietatis (1963)
- Concert pour la jeunesse na 5 perkusji, fortepian i smyczki (1963)
- Koncert fortepianowy (1962–1968)
- Concerto 77 na orkiestrę symfoniczną, big-band, grupę rockową i taśmę (1977)
- Konzertante Fantasie na saksofon altowy i orkiestrę (1978)
- Un signal d’espoir na skrzypce i orkiestrę z recytatorem ad libitum (1980)
- Dialogues concertant na harfę i orkiestrę (1985)

### Utwory kameralne
- 5 kwartetów smyczkowych (I 1945, II 1951, III 1958, IV z sopranem do słów Juana Ramóna Jiméneza 1962, V z recytatorem do słów kompozytora 1975)
- Sonata na flet solo (1944)
- Konzertantes Duo na skrzypce i fortepian (1949–1951)
- Kaleidoskop na kwintet dęty (1954)
- Ballada na altówkę i fortepian (1957)
- Epitaph, Furioso und Epilog na flet, skrzypce, altówkę i wiolonczelę (1958)
- Recitativi e Danze na 2 skrzypiec, altówkę i 2 wiolonczele (1962–1964)
- Fantaisie concertante na harfę (1964)
- Pantomimes solitaires na skrzypce i fortepian (1964)
- Anspielungen na klarnet i fortepian (1972)
- kwartet saksofonowy Quatour sonore pour un quatour de corps (1980)

### Utwory wokalno-instrumentalne
- oratorium Media in vita na 4 głosy solowe, chór i orkiestrę, słowa Conrad Ferdinand Meyer (1959)
- Orpheus – Die Unwiederbringlichkeit des Verlorenen na 2 recytatorów, sopran, chór żeński i orkiestrę, słowa Alfred Goldmann (1968)
- oratorium Der Tod Enkidius na tenora, baryton, 3 recytatorów, kameralny chór mówiony i chór mieszany (1972)
- The Point of Return na 2 recytatorów, sopran, chór, chór mówiony i zespół instrumentów, słowa kompozytora (1973)
- Epitaph auf einen Mächtigen na recytatora, chór 16-głosowy i 2 fortepiany, słowa kompozytora (1975)
- De misterio na recytatora, chór męski i orkiestrę, słowa Angelus Silesius i Ernesto Cardenal (1982)
- L’homme et la Création na baryton, głosy recytujące, chór kameralny i orkiestrę (1986)

### Sztuki sceniczne
- opera Der spanische Rosenstock (1947–1950)
- opera Der Teufel im Winterpalais (1952)
- opera Die späte Sühne (Die Füsse im Feuer) (1953–1954)
- burleska Blackwood and Co. (1955–1958)
- sztuka muzyczna La Folie de Tristan (1980)
- musical Antoine und die Trompete (1983)
- opera kameralna Amadeus und der graune Bote (1982–1985)
- komedia muzyczna Königinnen von Frankereich (1982–1985)
- opera kameralna Schlafwagen Pegasus (1982–1985)
- sztuka muzyczna Sansibar oder die Rettung (1984–1986)

### Balety
- Der Raub des Feuers (1954)
- Die Gefangene (1957)
- Ein Lebenslauf (1958)
- Selene und Endymion (1959–1960)
- Die Legende von der drei Liebespfändern (1975–1976)
- La Naissance d’Eros (1985)